# Principado de Turov
O Principado de Turov (em russo: Туровское княжество; em bielorrusso: Тураўскае княства) ou Rus Turoviana, mais tarde Principado de Turov-Pinsk (em russo: Ту́рово-Пи́нское кня́жество; em bielorrusso: Турава-Пінскае княства), foi um antigo principado russo nos séculos X e XIV, localizado em Polésia ao longo do curso médio e inferior do rio Pripiate. A maior parte ficava no território habitado pelos dregoviches, o menor, pelos drevlianos. A principal cidade do principado foi Turov, mencionada pela primeira vez nas crônicas do ano 980. Outras cidades importantes do Principado de Turov foram Pinsk, que mais tarde se tornou a principal cidade do Principado de Pinsk independente, Mozir e Slutsk. Juntamente com o Principado de Pinsk, destacou-se também o Principado de Dubrovitsia.

## História

### Fundação
O Principado de Turov originou-se principalmente da tribo dregoviche e parcialmente dos drevlianos. Embora as circunstâncias de sua criação não sejam claramente conhecidas, o principado mencionado na Crônica primária existia em 980. Segundo a lenda, a cidade de Turaŭ foi fundada por volta de 950 (mencionada pela primeira vez em 980) pelo príncipe varangiano Tur, irmão de Rogvolod. (o primeiro príncipe narrado de Polócia).